# Leptogium hypotrachynum
Leptogium hypotrachynum är en lavart som beskrevs av Müll. Arg. Leptogium hypotrachynum ingår i släktet Leptogium och familjen Collemataceae.   Inga underarter finns listade i Catalogue of Life.